# ورد كاليفورني
ورد كاليفورني (الاسم العلمي:Rosa californica) هو نوع من النباتات يتبع جنس الورد من الفصيلة الوردية. سمي هذا النوع نسبةً إلى ولاية كاليفورنيا في الولايات المتحدة الأمريكية.